# Amalia Brugnoli

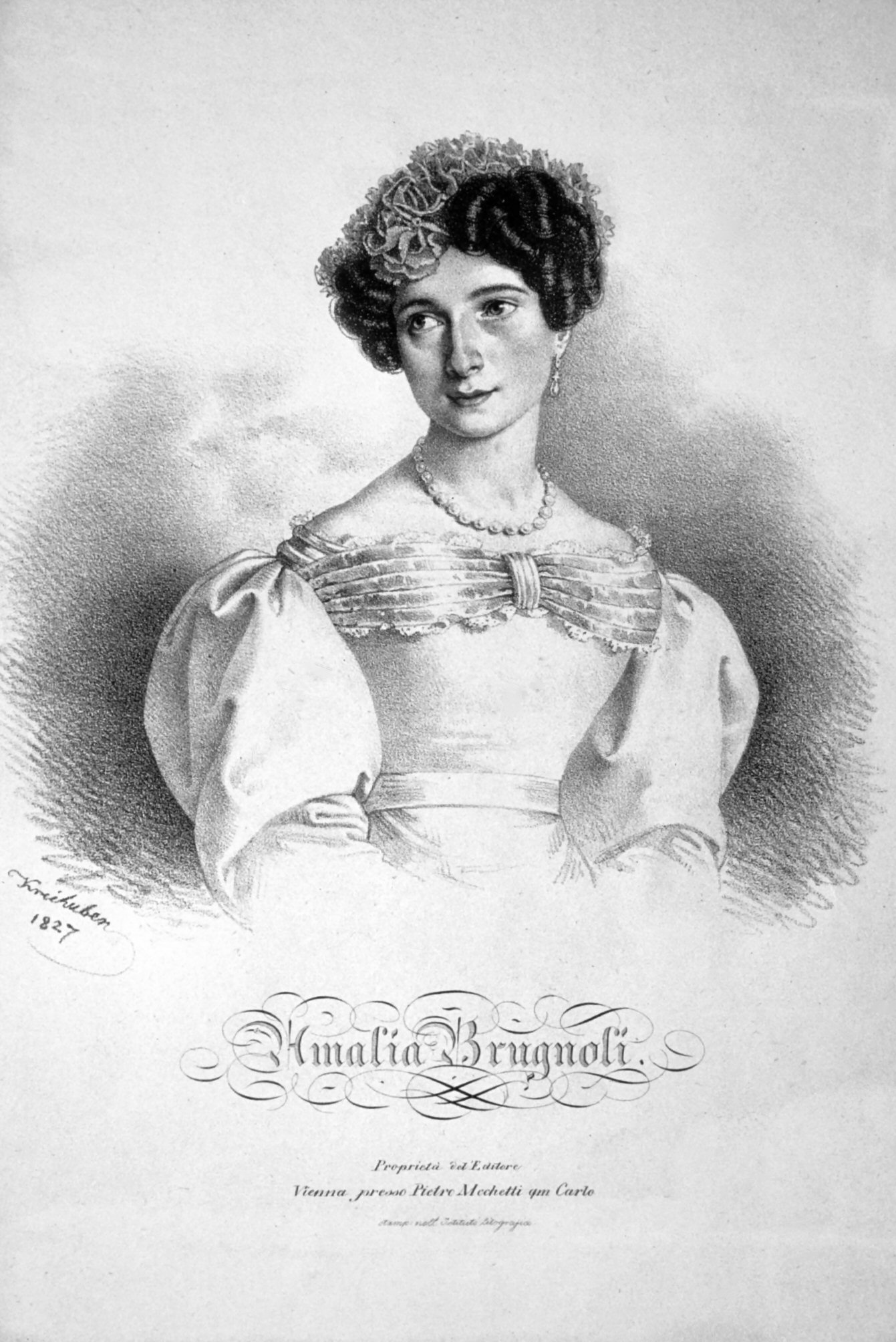
Lithographie von Josef Kriehuber, 1827

Amalia Brugnoli-Samengo (* 11. August 1802 in Mailand; † 1892) war eine italienische Tänzerin.

## Leben
Amalia Brugnoli wurde als Tochter eines Tänzerehepaares in Mailand geboren. Ab 1813 besuchte sie die Ballettschule der Scala. Bereits hier gewann sie Bühnenerfahrung, da die Schüler der Ballettschule bei Oper und Ballettaufführungen eingesetzt wurden. Unter der Leitung von Louis Henry wurde sie Primaballerina am Teatro Sant' Agostino in Genua. Gastspiele in Europa machten sie bald zu einer der  bewundertsten Tänzerinnen ihrer Zeit. 1823–28 und 1831 war sie Mitglied des Wiener Hofopernballetts. 1823 tanzte sie, mit Armand Vestris als Partner, in dem Ballett „Die Fee und der Ritter“  in dem sie erstmals in der Geschichte des Balletts Spitzentanz praktizierte. Erst 1832 führte Maria Taglioni mit dem Ballett „La Sylphide“ diese Technik zur Blüte. Nach ihrer Rückkehr nach Italien war Carlo Blasis ihr Partner. 1828 heiratete sie in Neapel den ersten Tänzer und Choreografen des Teatro San Carlo, Paolo Samengo. Mit ihm zusammen bereiste sie weite Teile Europas. 1832 trat das Tänzerpaar im King's Theater in London auf, wobei die Kritik ihre Präzision und Fehlerlosigkeit im Spitzentanz feierte. 1837/38 tanzte sie „La Sylphide“ im Teatro la Fenice in Venedig. In diesem Jahr beendete sie ihre Bühnenkarriere nach der Geburt ihres Sohnes Federico.